# Улица Ботоева (Владикавказ)
Улица Ботоева — улица в городе Владикавказ, Северная Осетия, Россия. Находится в Иристонском муниципальном округе между улицами Бутырина и Максима Горького. Начинается от улицы Бутырина.

## История
Улица названа в честь осетинского учёного-экономиста и участника борьбы за установление советской власти на Северном Кавказе Михаила Ботоева.
Улица образовалась в середине XIX века и впервые была отмечена на плане города Владикавказа «Карты Кавказского края» как Подгорный переулок.
19 июня 1979 года решением Исполкома Орджоникидзевского городского совета народных депутатов Музейный переулок и Подгорный переулок были объединены в единую улицу под наименованием «Улица Ботоева».
7 декабря 2004 года по ходатайству Союза кинематографистов Северной Осетии Музейному переулку было возвращено его прежнее наименование.

## Объекты
Объекты культурного наследия
- д. 4/ Бутырина, 19 — памятник архитектуры. Дом, где в 1901—1902 гг. жил основоположник осетинской литературы Коста Леванович Хетагуров. С 1979 года — мемориальный музей[1].
- д. 21/ Максима Горького, 28 — Здание, в котором находилось персидское посольство и английская военная миссия[1].

## Источник
- План г. Владикавказа, «Карта Кавказского края», Издание картографического заведения А. Ильина. СПб, 60-70-е гг. XIX в.
- Владикавказ. Карта города, 2011.
- Кадыков А. Н. Улицы, переулки, площади и проспекты г. Владикавказа: справочник. — Владикавказ: Респект, 2010. — С. 40 — 41. — С. 512 — ISBN 978-5-905066-01-6
- Торчинов В. А., Владикавказ., Краткий историко-краеведческий справочник, Владикавказ, Северо-Осетинский научный центр, 1999, стр. 62, 91, 92, ISBN 5-93000-005-0